# 王力 (1953年)
王力（1953年9月—），四川乐山人，中国共产党及中华人民共和国官员，国家税务总局副局长，全国人大财政经济委员会委员。

## 生平
1972年4月参加工作，1976年3月加入中国共产党，中共中央党校研究生毕业。历任四川制药厂团委副书记、书记、党委委员，成都市计委经济情报研究室干部，中共成都市委办公厅第二秘书处秘书、副处长、处长，成都市税务局副局长、局长、党组书记，成都市国家税务局局长、党组书记，四川省国家税务局局长、党组书记。2001年8月任国家税务总局总经济师，2004年10月任国家税务总局副局长、党组成员，2013年7月卸任。后任第十二全国人大财政经济委员会委员，中国国际税收研究会会长。他是第九、十二届全国人大代表，中共十七大代表。